# 大伴部
大伴部（おおともべ）は、古代の日本で大伴氏に属した部民である。部民制がなくなってからも長く姓として残った。一つの氏族ではなく、東北から九州まで、各地に分布する。

## 概要
大伴部には2系統あり、1つは膳大伴部であり、朝廷に出仕し、「御食」（みけ）の調理に当たったトモの膳部の資養と、贄の貢進、食料品の貢納を担当する部として設置された。中央の膳臣の統轄下に置かれており、一般に「膳」を略して氏の名を表記する場合が多く、『高橋氏文』によると、全国に設置されたようであるが、主として、東海道諸国（志摩国・三河国・遠江国・駿河国・甲斐国・相模国・武蔵国・安房国・下総国）に分布する膳大伴部氏・膳大伴氏と、無姓の大伴部氏・有姓の大伴部氏は膳大伴部と、それを率いる伴造の子孫であろうとされている。これらは『高橋氏文』の「東方諸国造十二氏」に該当し、国造支配下の民が「膳大伴部」とされ、国造が管掌者としての伴造となり、その子弟が膳夫・膳部として中央に出仕したことを意味する。このほか、西国（石見国・筑前国・筑後国・豊前国・肥後国）にも膳大伴部氏が存在する。
もう一つの大伴部は、大伴氏配下の部民で、奈良時代に「靫大伴部」を名乗るものがいることから、靫負と関連があるか、単に大伴氏の部曲と見られている。